# Twitch
Twitch este o platformă de streaming live, deținută de Amazon, care se concentrează în principal pe transmisiunile de jocuri video, inclusiv transmisiuni ale competițiilor eSports, precum și pe conținut creativ, transmisiuni muzicale și, mai recent, transmisiuni de tip "real-life" (IRL). Lansat inițial în iunie 2011 ca o secțiune a platformei Justin.tv, Twitch a devenit rapid cea mai populară platformă de streaming de jocuri video din lume.

## Istorie

### Origini
Twitch a fost inițial o subcategorie a Justin.tv, fondată de Justin Kan și Emmett Shear. Platforma Justin.tv a fost lansată în martie 2007 și oferea utilizatorilor posibilitatea de a transmite video live pe internet. În timp, secțiunea dedicată jocurilor video a devenit cea mai populară parte a site-ului, ducând la lansarea Twitch.tv în iunie 2011.

### Creștere și achiziție
Popularitatea Twitch a crescut rapid după lansare, atrăgând milioane de utilizatori și zeci de mii de streameri. În 2014, Twitch a fost achiziționat de Amazon pentru aproximativ 970 de milioane de dolari. După achiziție, Twitch a continuat să crească, integrându-se tot mai mult în ecosistemul Amazon prin oferirea de abonamente Prime și alte beneficii exclusive pentru utilizatorii Amazon Prime.

## Funcționalități
Twitch oferă o serie de funcționalități și caracteristici care îl fac atractiv pentru streameri și spectatori deopotrivă:
- Streaming Live: Utilizatorii pot transmite video live către publicul lor, cu opțiuni de chat în timp real pentru a interacționa cu spectatorii.
- Chat: O funcționalitate cheie a Twitch este chat-ul live, care permite spectatorilor să comunice între ei și cu streamer-ul în timp real.
- Abonamente și Donatii: Spectatorii pot sprijini streameri prin abonamente plătite, donații și utilizarea "Bits" (moneda virtuală a Twitch).
- Clips: Utilizatorii pot crea și partaja clipuri scurte din transmisiunile lor preferate.
- VOD (Video on Demand): Twitch stochează transmisiunile trecute, permițând utilizatorilor să le vizioneze mai târziu.

## Conținut

### Jocuri Video
Twitch este cel mai cunoscut pentru transmisiunile de jocuri video. Platforma găzduiește o gamă largă de conținut legat de jocuri, de la sesiuni casual de gaming până la competiții profesionale de eSports.

### Conținut Creativ
În afară de jocuri, Twitch a extins gama de conținut pentru a include transmisiuni creative, cum ar fi artă, muzică, gătit și multe altele. Categoria "Creative" permite utilizatorilor să transmită activități creative și să își prezinte talentul unui public larg.

### IRL și Just Chatting
În ultimii ani, Twitch a introdus categoriile "In Real Life" (IRL) și "Just Chatting", care permit utilizatorilor să transmită conținut din viața lor de zi cu zi sau să interacționeze cu spectatorii prin discuții în direct.

## Comunitate și Cultură

### Streameri Populari
Twitch este cunoscut pentru comunitatea sa vibrantă de streameri populari, cum ar fi Ninja, Shroud, Pokimane și DrLupo. Acești streameri au adunat milioane de fani și au devenit figuri influente în industria de gaming și divertisment.

### Evenimente și Competiții
Twitch găzduiește numeroase evenimente și competiții, inclusiv TwitchCon, un eveniment anual care adună streameri și fani din întreaga lume pentru a sărbători cultura streaming-ului. De asemenea, Twitch este platforma principală pentru transmiterea competițiilor de eSports, cum ar fi League of Legends World Championship, The International pentru Dota 2 și multe altele.

## Impact și Influenta

### Industria de Jocuri Video
Twitch a avut un impact semnificativ asupra industriei de jocuri video, oferind dezvoltatorilor și editorilor o platformă pentru a-și promova jocurile și a interacționa cu comunitatea. Streamerii influenți pot avea un impact major asupra vânzărilor și popularității unui joc.

### Cultura Online
Twitch a contribuit la formarea unei culturi online distincte, cu un limbaj propriu și o serie de meme-uri și tradiții. Emoticoanele personalizate, cum ar fi Kappa, PogChamp și LUL, au devenit parte integrantă a comunicării pe platformă.

## Critici și Controverse

### Probleme de Moderare
Twitch a fost criticat pentru modul în care gestionează moderarea conținutului și comportamentul utilizatorilor. Problemele legate de hărțuire, toxicitate și conținut neadecvat au fost subiecte de dezbatere constantă.

### Reguli și Politici
Schimbările în politicile de utilizare și regulile platformei au stârnit controverse în rândul comunității. Implementarea unor reguli stricte privind conținutul și comportamentul a dus la suspendări și interdicții pentru unii utilizatori, generând discuții aprinse despre libertatea de exprimare și aplicarea consecventă a regulilor.

## Viitorul Twitch
Twitch continuă să evolueze și să se adapteze la cerințele utilizatorilor săi și la schimbările din peisajul digital. Integrarea cu alte servicii Amazon, îmbunătățirea funcționalităților și extinderea gamei de conținut sunt doar câteva dintre direcțiile în care platforma se îndreaptă. Cu o bază de utilizatori în continuă creștere și un impact semnificativ asupra culturii online, Twitch este pregătit să rămână o forță majoră în industria de streaming și divertisment.

## Moștenire
Twitch a reușit să devină una dintre cele mai importante platforme de streaming live din lume, oferind utilizatorilor o modalitate de a partaja și de a consuma conținut variat, de la jocuri video la activități creative și discuții live. Cu o comunitate activă și pasionată, Twitch continuă să influențeze și să redefinească modul în care interacționăm cu conținutul digital.

## Legături externe
- Site oficial